# Danemark aux Jeux olympiques d'été de 1988
Le Danemark participe aux Jeux olympiques d'été de 1988 à Séoul. Il s'agit de sa 20e participation à des Jeux d'été. 78 athlètes danois, 57 hommes et 21 femmes, ont participé à 73 compétitions dans 15 sports. Ils y ont obtenu quatre médailles : deux d'or, une d'argent et une de bronze.

## Médailles
| Médaille | Discipline | Épreuve                    | Athlète                                  |
| -------- | ---------- | -------------------------- | ---------------------------------------- |
| Or       | Cyclisme   | Course aux points          | Dan Frost                                |
| Or       | Voile      | Flying Dutchman            | Jørgen Bojsen-Møller, Christian Grønborg |
| Argent   | Natation   | 200 mètres papillon hommes | Benny Nielsen                            |
| Bronze   | Voile      | Soling                     | Jesper Bank, Jan Mathiasen, Steen Secher |